# Olympische Winterspiele 2014/Teilnehmer (Japan)
| Gelbes Symbol für Goldmedaillen mit stilisierten Olympischen Ringen | Graues Symbol für Silbermedaillen mit stilisierten Olympischen Ringen | Braundes Symbol für Bronzemedaillen mit stilisierten Olympischen Ringen |
| ------------------------------------------------------------------- | --------------------------------------------------------------------- | ----------------------------------------------------------------------- |
| 1                                                                   | 4                                                                     | 3                                                                       |

Japan nahm an den Olympischen Winterspielen 2014 in Sotschi mit 136 Athleten in 15 Sportarten teil. Fahnenträgerin der japanischen Delegation bei der Eröffnungszeremonie war Ayumi Ogasawara.

## Sportarten

### Biathlon
| Frauen - Miki Kobayashi - Yuki Nakajima - Fuyuko Suzuki - Rina Suzuki | Männer - Hidenori Isa |

### Bob
| Männer - Hiroshi Suzuki Zweierbob Viererbob - Hisashi Miyazaki Zweierbob Viererbob - Toshiki Kuroiwa Viererbob - Shintaro Sato Viererbob |

### Curling
| Frauen - Ayumi Ogasawara (Skip) - Yumie Funayama - Kaho Onodera - Michiko Tomabechi - Chinami Yoshida |

### Eishockey
Frauen
| Torhüterinnen: - Nana Fujimoto (Vortex Sapporo) - Akane Konishi (Kushiro Bears) - Azusa Nakaoku (Toyota Cygnus) Verteidigerinnen: - Kanae Aoki (Mitsuboshi Daito Peregrine) - Mika Hori (Toyota Cygnus) - Shiori Koike (Mitsuboshi Daito Peregrine) - Yoko Kondō (Seibu Princess Rabbits) - Sena Suzuki (Seibu Princess Rabbits) - Aina Takeuchi (Daishin) - Ayaka Toko (Daishin) | Stürmerinnen: - Yurie Adachi (Seibu Princess Rabbits) - Moeko Fujimoto (Mitsuboshi Daito Peregrine) - Yuka Hirano (Mitsuboshi Daito Peregrine) - Hanae Kubo (Seibu Princess Rabbits) - Ami Nakamura (Seibu Princess Rabbits) - Chiho Ōsawa (Mitsuboshi Daito Peregrine) - Tomoko Sakagami (Mitsuboshi Daito Peregrine) - Miho Shishiuchi (Kushiro Bears) - Rui Ukita (Daishin) - Tomoe Yamane (Daishin) - Haruna Yoneyama (Mitsuboshi Daito Peregrine) |

### Eiskunstlauf
| Frauen - Mao Asada 6. Platz - Kanako Murakami 12. Platz - Akiko Suzuki 8. Platz | Männer - Yuzuru Hanyū Eiskunstlaufen: Gold - Tatsuki Machida 5. Platz - Daisuke Takahashi 6. Platz |

| Paarlauf - Narumi Takahashi, Ryūichi Kihara 18. Platz | Eistanz - Cathy Reed, Chris Reed 21. Platz |

### Eisschnelllauf
| Frauen - Shoko Fujimura 3000 m: 15. Platz 5000 m: 10. Platz - Masako Hozumi 3000 m: 21. Platz 5000 m: 13. Platz - Shiho Ishizawa 3000 m: 9. Platz 5000 m: 12. Platz - Ayaka Kikuchi 1500 m: 31. Platz Teamverfolgung: 4. Platz - Nao Kodaira 500 m: 5. Platz 1000 m: 13. Platz - Misaki Oshigiri 1500 m: 22. Platz Teamverfolgung: 4. Platz - Miyako Sumiyoshi 500 m: 14. Platz 1000 m: 22. Platz - Maki Tabata 1500 m: 25. Platz Teamverfolgung: 4. Platz - Nana Takagi 1500 m: 32. Platz Teamverfolgung: 4. Platz - Maki Tsuji 500 m: 9. Platz 1000 m: 27. Platz | Männer - Yūji Kamijō 500 m: 20. Platz - Jōji Katō 500 m: 5. Platz - Taro Kondo 1000 m: 35. Platz 1500 m: 31. Platz - Keiichirō Nagashima 500 m: 6. Platz - Yūya Oikawa 500 m: 15. Platz - Shane Williamson 5000 m: 26. Platz - Daichi Yamanaka 1000 m: 36. Platz |

### Freestyle-Skiing
Frauen
| Moguls - Junko Hoshino - Miki Itō - Arisa Murata - Aiko Uemura | Halfpipe - Manami Mitsuboshi - Ayana Onozuka Halfpipe: Bronze | Slopestyle - Chiho Takao |

Männer
| Moguls - Shō Endō - Nobuyuki Nishi | Halfpipe - Kentaro Tsuda |

### Nordische Kombination
- Taihei Katō
- Yūsuke Minato
- Hideaki Nagai
- Akito Watabe
Einzel-Normalschanze: Silber
- Yoshito Watabe

### Rodeln
| Männer - Hidenari Kanayama |

### Shorttrack
| Frauen - Ayuko Itō 500 m 1000 m 1500 m 3000 m Staffel - Yui Sakai 500 m 1000 m 1500 m 3000 m Staffel - Biba Sakurai 500 m 1500 m 3000 m Staffel - Sayuri Shimizu 1000 m 3000 m Staffel - Moemi Kikuchi 3000 m Staffel | Männer - Satoshi Sakashita 500 m 1500 m - Ryōsuke Sakazume 1000 m 1500 m - Yūzō Takamidō 1000 m 1500 m |

### Skeleton
| Frauen - Nozomi Komuro | Männer - Yūki Sasahara - Hiroatsu Takahashi |

### Ski Alpin
| Männer - Akira Sasaki - Naoki Yuasa |

### Skilanglauf
| Frauen - Masako Ishida Skiathlon: 10. Platz | Männer - Nobu Naruse - Keishin Yoshida - Hiroyuki Miyazawa - Yūichi Onda |

### Skispringen
| Frauen - Yūki Itō - Sara Takanashi - Yurina Yamada | Männer - Daiki Itō Team-Großschanze: Bronze - Noriaki Kasai Einzel-Großschanze: Silber Team-Großschanze: Bronze - Reruhi Shimizu Team-Großschanze: Bronze - Taku Takeuchi Team-Großschanze: Bronze - Yuta Watase |

### Snowboard
Frauen
| Parallel-Riesenslalom & Slalom - Tomoka Takeuchi Parallel Riesentorlauf: Silber | Snowboard Cross - Yuka Fujimori | Halfpipe - Rana Okada |

Männer
| Slopestyle - Yuki Kadono | Halfpipe - Ryō Aono - Ayumu Hirano Halfpipe: Silber - Taku Hiraoka Halfpipe: Bronze - Ayumu Nedefuji |